# پارک جونگ هو
پارک جونگ هو (انگلیسی: Park Jong-ho؛ زادهٔ ۲۷ ژوئیهٔ ۱۹۷۳) بازیکن بیس‌بال اهل کره جنوبی است.
وی در مسابقات کشوری و بین‌المللی در مجموع برندهٔ ۱ مدال برنز شده‌است.